# دوایت ادامز
دوایت ادامز (انگلیسی: Dwight E. Adams؛ ۲ فوریهٔ ۱۹۵۵ – ) یک افسر اطلاعاتی اهل ایالات متحده بود.